# رود فصلی سرخاب
 رود فصلی سرخاب یک رود در حوضه آبریز دریاچه نمک در استان البرز ایران است که از البرز سرچشمه می‌گیرد. این رود در ارتفاع ۱۲۹۱ متری واقع شده است.